# کورش فولادی
کوروش فولادی (متولد ۱۳۴۲) سیاستمدار ایرانی است. او نماینده خرم‌آباد در پنجمین دوره مجلس شورای اسلامی بود.
تعداد آرای او در انتخابات، ۱۷۱۵۷۹ رأی بود.